# Matt Every
Matthew King Every (Daytona Beach, Florida, 4 december 1983) is een Amerikaans golfprofessional. Hij debuteerde in 2006 op de Amerikaanse PGA Tour.

## Golfamateur
Als een golfamateur, speelde hij op de US Open op de Pinehurst Resort in North Carolina en eindigde op een gedeelde 28ste plaats. Hiervoor kreeg hij de 'Ben Hogan Award', een trofee voor de beste Amerikaanse golfer, in 2006.

## Golfprofessional
In 2006 werd hij een golfprofessional en speelde een aantal wedstrijden op de Nationwide Tour en de Amerikaanse PGA Tour. In 2009 behaalde hij op de Nationwide Tour zijn eerste profzege door het Nationwide Tour Championship te winnen. Door deze zege kreeg hij een speelkaart voor de Amerikaanse PGA Tour in 2010.
Op 23 maart 2014 behaalde hij pas zijn eerste zege op de PGA Tour door het Arnold Palmer Invitational te winnen.

### Overwinningen
Amerikaanse PGA Tour
| # | Jaar          | Toernooi                   | Score           | Score | Info |
| - | ------------- | -------------------------- | --------------- | ----- | ---- |
| 1 | 23 maart 2014 | Arnold Palmer Invitational | 69-70-66-70=265 | −13   |      |
| 2 | 22 maart 2015 | Arnold Palmer Invitational | 68-66-69-66=269 | −19   |      |

Nationwide Tour
| # | Jaar | Toernooi                     | Score           | Score | Info |
| - | ---- | ---------------------------- | --------------- | ----- | ---- |
| 1 | 2009 | Nationwide Tour Championship | 70-63-67-67=267 | −21   |      |

## Teamcompetities
Amateur
- Palmer Cup: 2004, 2005 (winnaars)
- Walker Cup: 2005 (winnaars)